# Кудрик Олег Теодозійович
Олег Теодозійович Кудрик (нар. 17 жовтня 1996, Львів) — український футболіст, воротар «Полісся».

## Клубна кар'єра

### «Шахтар»
Почав займатися футболом у ФК «Львів». У січні 2012 потрапив в академію донецького «Шахтаря». Спочатку виступав у чемпіонаті U-19, де ставав бронзовим і срібним призером за 2 сезони. У сезоні 2014–2015 виступав за команду «гірників» у категорії U-21. 2016 року потрапив до складу основної команди.
Дебютував в основній команді «Шахтаря» 31 травня 2017 року в матчі заключного туру чемпіонату України, виїзній грі проти «Олександрії». Олег Кудрик вийшов у стартовому складі і провів на полі весь матч. На 23-й хвилині пропустив гол від Сергія Старенького. Гра закінчилася внічию 1:1.
Так і не пробившись до основи гірників, сезон 2019/20 Кудрик провів в оренді в «Карпатах», за які зіграв 11 матчів, пропустив 18 м'ячів (2 матчі на «нуль»), після чого у серпні 2020 року перейшов на правах оренди в «Маріуполь». Втім зігравши за команду лише один матч 1/16 Кубка України, вже в жовтні того ж року «Маріуполь» вирішив оформити повноцінні трудові відносини з молодим голкіпером, підписавши контракт до літа 2023 року.
Влітку 2022 року перейшов у «Полісся», яке виступало у першій лізі. З командою став переможцем Першої ліги, за що отримав звання «Майстер спорту України».

## Досягнення

### Командні

#### «Шахтар»
- Чемпіонат України U-19
  - Бронзовий призер: 2012/13
  - Срібний призер: 2013/14
- Юнацька ліга УЄФА
  - Фіналіст: 2014/15

### Індивідуальні
- Майстер спорту України: 2024[10]